# Sazos
Sazos é uma comuna francesa na região administrativa de Occitânia, no departamento dos Altos Pirenéus. Estende-se por uma área de 29,38 km². Em 2010 a comuna tinha 139 habitantes (densidade: 4,7 hab./km²).